# 崇光·西武

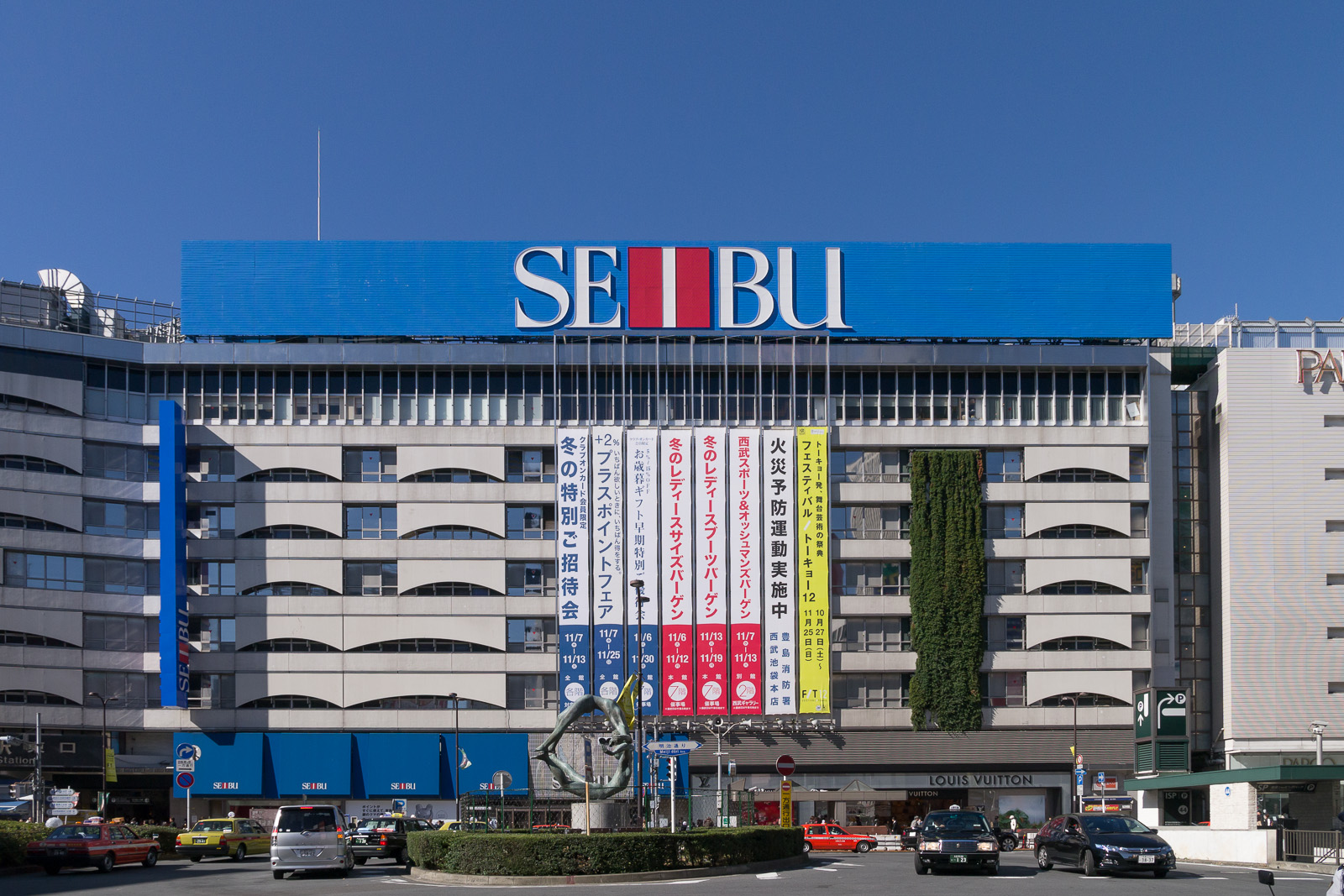
位於池袋站東口的西武百貨店池袋本店

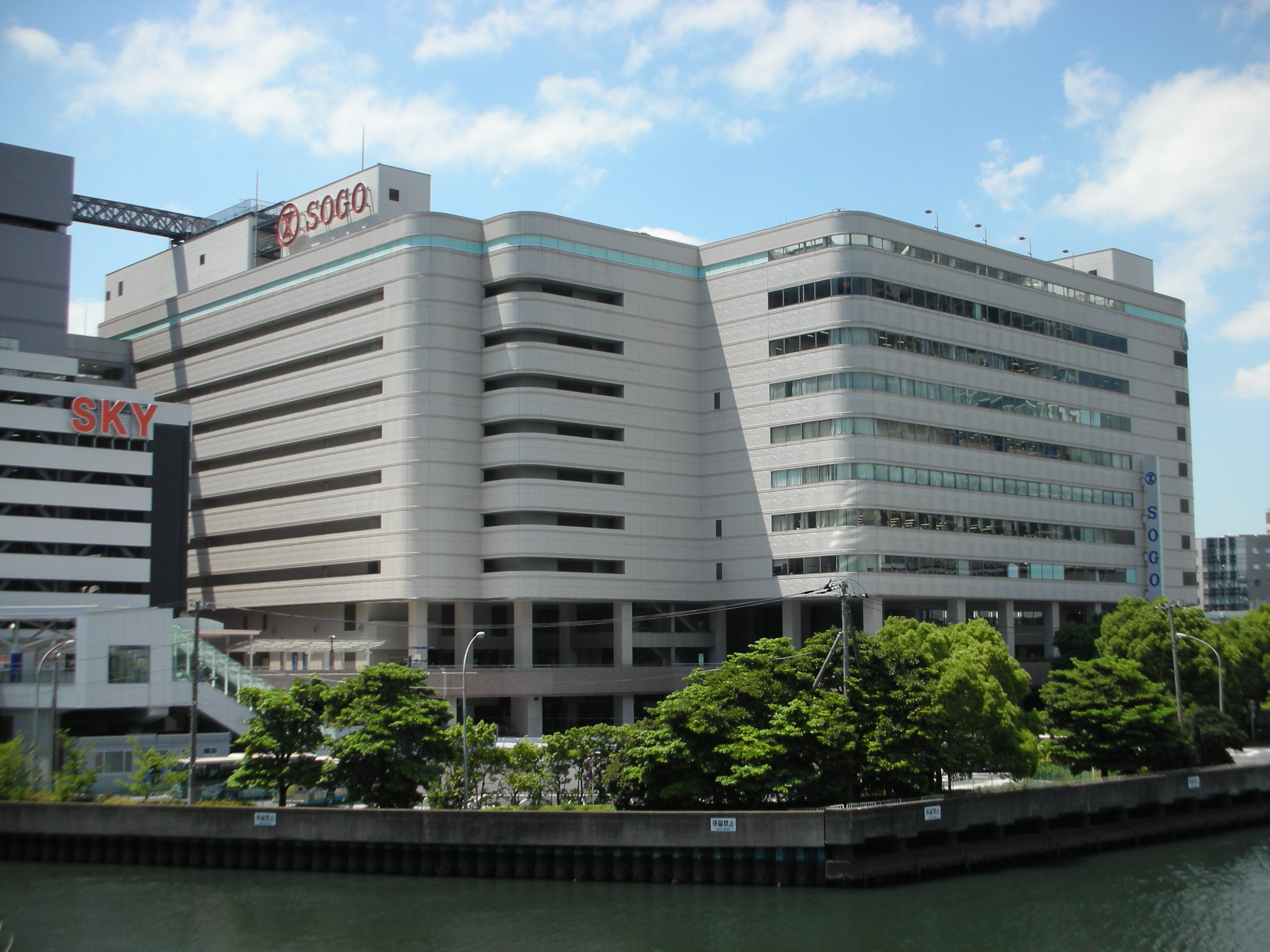
位於橫濱站東口前的SOGO百貨SOGO橫濱店，為目前SOGO百貨在日本國內的旗艦店

崇光·西武（日语：株式会社そごう・西武）是日本的零售企業，總部位於東京都千代田區二番町。該公司主要經營SOGO（崇光百貨）、西武這兩個百貨品牌。最初為7&I控股為進行SOGO與西武百貨的經營統合而於2009年8月1日成立；2023年9月1日，7&I控股將該公司出售給美國堡壘投資集團。

## 外部連結
- 崇光·西武 （日語）